# Marek Nowicki (działacz społeczny)
Marek Nowicki (ur. 21 lipca 1947 w Łodzi, zm. 10 października 2003 w Warszawie) – polski działacz społeczny, obrońca praw człowieka, z wykształcenia fizyk jądrowy, współtwórca Komitetu Helsińskiego w Polsce, wieloletni prezes Helsińskiej Fundacji Praw Człowieka.

## Życiorys
W latach sześćdziesiątych współtworzył studencki ruch alpinistyczny w Polsce, a w następnej dekadzie był Prezesem Federacji Akademickich Klubów Alpinistycznych i członkiem Zarządu Polskiego Związku Alpinizmu. W latach 1972–1981 pracował na Wydziale Fizyki Uniwersytetu Warszawskiego, którego był absolwentem (1973).
W latach 1980–1981 działał w Regionie Mazowsze NSZZ Solidarność, gdzie przewodniczył Komisji Mediacji, a następnie był Szefem Zespołu do spraw Technicznej Organizacji Akcji Protestacyjnych Regionu. Kierował demonstracjami ulicznymi, zajmował się ich organizacją oraz przygotowywaniem planów strajkowych. W stanie wojennym był internowany w Białołęce, Załężu i w Kielcach-Piaskach.
Po wyjściu na wolność w latach osiemdziesiątych założył podziemną oficynę wydawniczą Neutrino, pełnił również funkcję redaktora naczelnego podziemnego kwartalnika Praworządność. Pismo o prawie i bezprawiu, gdzie występował pod pseudonimem Man. 
Od grudnia 1982 współtworzył podziemny Komitet Helsiński w Polsce. Był współautorem jego pierwszych raportów na temat naruszeń praw i wolności człowieka w PRL, przekazywanych Konferencji Bezpieczeństwa i Współpracy w Europie. Po upadku komunizmu w Polsce współtworzył wraz z innymi członkami Komitetu Helsińskiego Helsińską Fundację Praw Człowieka i był jej prezesem od 1990.
Był jednym z przywódców reaktywowanej w 1987 Polskiej Partii Socjalistycznej. 
Wielokrotnie był powoływany w charakterze eksperta w dziedzinie praw człowieka przez organizacje międzynarodowe, takie jak OBWE, czy ONZ, oraz przez komisje obu izb polskiego parlamentu. Współtworzył projekt „Karty Praw i Wolności”, który wpłynął na kształt polskiej Konstytucji. Był autorem licznych publikacji i scenariuszy filmów na temat historii i filozofii praw człowieka, współtwórcą programów edukacyjnych oraz wykładowcą. Zainicjował szeroko zakrojoną działalność edukacyjną w zakresie praw człowieka, powołując między innymi Szkołę Praw Człowieka Helsińskiej Fundacji. Inspirował i wspierał ruch ochrony praw człowieka w państwach autorytarnych oraz w nowych demokracjach – zwłaszcza w Polsce i krajach byłego Związku Radzieckiego. Niemal do końca życia nieustannie podróżował z wykładami do Rosji, Azji Centralnej i Kaukazu.
Został pochowany na cmentarzu Powązkowskim (kwatera 197-3-18).